# Димитър Сливянов
Димитър (Димко) Г. Сливянов е български просветен деец и революционер, деец на Вътрешната македоно-одринска революционна организация.

## Биография
Роден е в 1876 година в Прилеп. В 1896 година завършва педагогическите курсове на Солунската българска мъжка гимназия. Започва работа като български учител в родния си Прилеп.
Става член на ВМОРО. На 6 (19) юли 1903 година четите на Петър Ацев и Никола Пешков, заедно с тридесетина граждани прилепчани — всичко около 80 души, са ненадейно нападнати в местността Студеница край Беловодица от 20—30 жандарми. Пристига и войска от гарнизона в Дуйне. Четниците са обстрелвани от няколко страни и се сражават поединично и на малки групи. Загиват 18 четници, главно от гражданите, между които Тале Христов, учителят Димитър Сливянов, йеромонах Козма, Григор Ракиджиев, Йордан Нунев и други.